# Número cuadrado triangular

El número cuadrado triangular 36, representado como número triangular y como número cuadrado.

En matemáticas, un número cuadrado triangular (o número triangular cuadrado) es un número que es tanto un número triangular como un cuadrado perfecto.
Hay infinitos números triangulares cuadrados; los primeros son:
0, 1, 36, 1225, 41616, 1413721, 48024900, 1631432881, 55420693056, 1882672131025, (sucesión A001110 en OEIS).

## Fórmulas explícitas
Escribiendo Nk para el k-ésimo número cuadrado triangular, y sk y tk para los lados de los correspondientes cuadrado y triángulo, se tiene que:
{\displaystyle N_{k}=s_{k}^{2}={\frac {t_{k}(t_{k}+1)}{2}}.}
Se define la raíz triangular de un número triangular {\displaystyle N={\frac {n(n+1)}{2}}} para que sea {\displaystyle n}. De esta definición y de la fórmula cuadrática, se tiene que {\displaystyle n={\frac {{\sqrt {8N+1}}-1}{2}}.} Por lo tanto, {\displaystyle N} es triangular si y solo si {\displaystyle 8N+1} es un cuadrado.
En consecuencia, un número {\displaystyle M^{2}} es cuadrado y triangular si y solo si {\displaystyle 8M^{2}+1} es cuadrado. Por ejemplo, hay números {\displaystyle x} e {\displaystyle y} tales que {\displaystyle x^{2}-8y^{2}=1}. Esto es una consecuencia de la ecuación de Pell, con {\displaystyle n=8}. Todas las ecuaciones de Pell tienen la solución trivial (1,0), para cualquier n; esta solución se llama cero-ésima, y es indexada como {\displaystyle (x_{0},y_{0})}. Si {\displaystyle (x_{k},y_{k})} denota la k-ésima solución no trivial a cualquier ecuación de Pell para un n particular, puede ser demostrado por el método de descenso que {\displaystyle x_{k+1}=2x_{k}x_{1}-x_{k-1}} y {\displaystyle y_{k+1}=2y_{k}x_{1}-y_{k-1}}.
Por lo tanto, existe una infinidad de soluciones a cualquier ecuación de Pell para la que hay una no trivial, cuando n no es un cuadrado. La primera solución no trivial cuando n = 8 es fácil de encontrar: es (3,1). Una solución {\displaystyle (x_{k},y_{k})} a la ecuación de Pell para n = 8 produce un número triangular cuadrado y sus raíces cuadradas y triangulares como sigue:
{\displaystyle s_{k}=y_{k},t_{k}={\frac {x_{k}-1}{2}},} y {\displaystyle N_{k}=y_{k}^{2}.}
Por lo tanto, el primer número triangular cuadrado, derivado de (3,1), es 1, y el siguiente, derivado de (17,6) (= 6 × (3,1) - (1,0)), es 36.
Las secuencias Nk, sk y tk son las secuencias OEIS A001110, A001109 y A001108 respectivamente.
En 1778 Leonhard Euler determinó la fórmula explícita:: 12–13 
{\displaystyle N_{k}=\left({\frac {(3+2{\sqrt {2}})^{k}-(3-2{\sqrt {2}})^{k}}{4{\sqrt {2}}}}\right)^{2}}
Otras fórmulas equivalentes (obtenidas mediante la ampliación de esta fórmula) que pueden ser convenientes incluyen:
{\displaystyle {\begin{aligned}N_{k}&={1 \over 32}\left((1+{\sqrt {2}})^{2k}-(1-{\sqrt {2}})^{2k}\right)^{2}={1 \over 32}\left((1+{\sqrt {2}})^{4k}-2+(1-{\sqrt {2}})^{4k}\right)\\&={1 \over 32}\left((17+12{\sqrt {2}})^{k}-2+(17-12{\sqrt {2}})^{k}\right).\end{aligned}}}
Las fórmulas explícitas correspondientes a sk y tk son: 13 
{\displaystyle s_{k}={\frac {(3+2{\sqrt {2}})^{k}-(3-2{\sqrt {2}})^{k}}{4{\sqrt {2}}}}}
y
{\displaystyle t_{k}={\frac {(3+2{\sqrt {2}})^{k}+(3-2{\sqrt {2}})^{k}-2}{4}}}

## Ecuación de Pell
El problema de encontrar números cuadrados triangulares se reduce a la ecuación de Pell de la siguiente manera.
Cada número triangular es de la forma t (t + 1) / 2. Por lo tanto, se buscan enteros t, s tales que:
{\displaystyle {\frac {t(t+1)}{2}}=s^{2}}
Con un poco de álgebra esto se convierte en:
{\displaystyle (2t+1)^{2}=8s^{2}+1}
y dejando que x = 2t + 1 e y = 2 s, se obtiene la ecuación diofántica
{\displaystyle x^{2}-2y^{2}=1}
que es una forma de la Ecuación de Pell. Esta ecuación particular es resuelta por los números de Pell Pk como
{\displaystyle x=P_{2k}+P_{2k-1},\quad y=P_{2k}}
y por lo tanto todas las soluciones están dadas por:
{\displaystyle s_{k}={\frac {P_{2k}}{2}},\quad t_{k}={\frac {P_{2k}+P_{2k-1}-1}{2}},\quad N_{k}=\left({\frac {P_{2k}}{2}}\right)^{2}}
Hay muchas identidades sobre los números de Pell que se traducen en identidades sobre los números cuadrados triangulares.

## Relaciones de recurrencia
Hay una relación de recurrencia para los números triangulares cuadrados, así como para los lados del cuadrado y del triángulo involucrados. Se tiene que:: (12) 
{\displaystyle N_{k}=34N_{k-1}-N_{k-2}+2,{\text{ con }}N_{0}=0\;{\text{ y }}N_{1}=1}
{\displaystyle N_{k}=\left(6{\sqrt {N_{k-1}}}-{\sqrt {N_{k-2}}}\right)^{2},{\text{ con }}N_{0}=0\;{\text{ y }}N_{1}=1}
y se tiene también que:: 13 
{\displaystyle s_{k}=6s_{k-1}-s_{k-2},{\text{ con }}s_{0}=0\;{\text{ y }}s_{1}=1}
{\displaystyle t_{k}=6t_{k-1}-t_{k-2}+2,{\text{ con }}t_{0}=0\;{\text{ y }}t_{1}=1}

## Otras caracterizaciones
Todos los números triangulares cuadrados tienen la forma b2c2, donde b / c es convergente para la fracción continua de la raíz cuadrada de dos.
A. V. Sylwester dio una prueba breve de que hay una infinidad de números triangulares cuadrados, a saber:
Si el número triangular n (n + 1) / 2 es cuadrado, entonces también lo es el número triangular mayor:
{\displaystyle {\frac {{\bigl (}4n(n+1){\bigr )}{\bigl (}4n(n+1)+1{\bigr )}}{2}}=2^{2}\,{\frac {n(n+1)}{2}}\,(2n+1)^{2}.}
Se sabe que este resultado tiene que ser un cuadrado, porque es un producto de tres cuadrados:
- 2^2 (por el exponente)
- (n (n + 1)) / 2 (el número triangular n, por suposición de la demostración)
- (2n + 1)^2 (por el exponente)

El producto de cualquier número que sea cuadrado naturalmente va a resultar otro cuadrado. Esto puede verse por el hecho de que una condición necesaria y suficiente para que un número sea cuadrado es que solo debe haber potencias pares de primos en su factorización primaria y multiplicar dos números cuadrados conserva esta propiedad en el producto.
Las raíces triangulares {\displaystyle t_{k}} son alternativamente simultáneamente uno menos que un cuadrado y dos veces un cuadrado, si k es par; y simultáneamente un cuadrado y uno menos de dos veces un cuadrado, si k es impar. Por lo tanto: 
{\displaystyle 49=7^{2}=2*5^{2}-1,288=17^{2}-1=2*12^{2}} y {\displaystyle 1681=41^{2}=2*29^{2}-1.}
En cada caso, las dos raíces cuadradas involucradas se multiplican para obtener
{\displaystyle s_{k}:5*7=35,12*17=204,} y {\displaystyle 29*41=1189}[cita requerida]
{\displaystyle N_{k}-N_{k-1}=s_{2k-1}:36-1=35,1225-36=1189,} y {\displaystyle 41616-1225=40391}
En otras palabras, la diferencia entre dos números cuadrados triangulares consecutivos es la raíz cuadrada de otro número triangular cuadrado.[cita requerida]
La función generadora de los números triangulares cuadrados es:
{\displaystyle {\frac {1+z}{(1-z)(z^{2}-34z+1)}}=1+36z+1225z^{2}+\cdots .}

## Datos numéricos
A medida que {\displaystyle k} se hace más grande, la relación {\displaystyle t_{k}/s_{k}} se acerca a {\displaystyle {\sqrt {2}}\approx 1.41421356} y la relación de números triangulares cuadrados sucesivos se aproxima a {\displaystyle (1+{\sqrt {2}})^{4}=17+12{\sqrt {2}}\approx 33.970562748}. La tabla siguiente muestra valores de {\displaystyle k} entre 0 y 11, que comprenden todos los números triangulares cuadrados hasta {\displaystyle 100\,000\,000}.
| {\displaystyle k}  | {\displaystyle N_{k}}                      | {\displaystyle s_{k}}        | {\displaystyle t_{k}}        | {\displaystyle t_{k}/s_{k}} | {\displaystyle N_{k}/N_{k-1}} |
| ------------------ | ------------------------------------------ | ---------------------------- | ---------------------------- | --------------------------- | ----------------------------- |
| {\displaystyle 0}  | {\displaystyle 0}                          | {\displaystyle 0}            | {\displaystyle 0}            |                             |                               |
| {\displaystyle 1}  | {\displaystyle 1}                          | {\displaystyle 1}            | {\displaystyle 1}            | {\displaystyle 1.00000000}  |                               |
| {\displaystyle 2}  | {\displaystyle 36}                         | {\displaystyle 6}            | {\displaystyle 8}            | {\displaystyle 1.33333333}  | {\displaystyle 36.000000000}  |
| {\displaystyle 3}  | {\displaystyle 1\,225}                     | {\displaystyle 35}           | {\displaystyle 49}           | {\displaystyle 1.40000000}  | {\displaystyle 34.027777778}  |
| {\displaystyle 4}  | {\displaystyle 41\,616}                    | {\displaystyle 204}          | {\displaystyle 288}          | {\displaystyle 1.41176471}  | {\displaystyle 33.972244898}  |
| {\displaystyle 5}  | {\displaystyle 1\,413\,721}                | {\displaystyle 1\,189}       | {\displaystyle 1\,681}       | {\displaystyle 1.41379310}  | {\displaystyle 33.970612265}  |
| {\displaystyle 6}  | {\displaystyle 48\,024\,900}               | {\displaystyle 6\,930}       | {\displaystyle 9\,800}       | {\displaystyle 1.41414141}  | {\displaystyle 33.970564206}  |
| {\displaystyle 7}  | {\displaystyle 1\,631\,432\,881}           | {\displaystyle 40\,391}      | {\displaystyle 57\,121}      | {\displaystyle 1.41420118}  | {\displaystyle 33.970562791}  |
| {\displaystyle 8}  | {\displaystyle 55\,420\,693\,056}          | {\displaystyle 235\,416}     | {\displaystyle 332\,928}     | {\displaystyle 1.41421144}  | {\displaystyle 33.970562750}  |
| {\displaystyle 9}  | {\displaystyle 1\,882\,672\,131\,025}      | {\displaystyle 1\,372\,105}  | {\displaystyle 1\,940\,449}  | {\displaystyle 1.41421320}  | {\displaystyle 33.970562749}  |
| {\displaystyle 10} | {\displaystyle 63\,955\,431\,761\,796}     | {\displaystyle 7\,997\,214}  | {\displaystyle 11\,309\,768} | {\displaystyle 1.41421350}  | {\displaystyle 33.970562748}  |
| {\displaystyle 11} | {\displaystyle 2\,172\,602\,007\,770\,041} | {\displaystyle 46\,611\,179} | {\displaystyle 65\,918\,161} | {\displaystyle 1.41421355}  | {\displaystyle 33.970562748}  |